# Vugar Iskenderov
Vugar Iskenderov est un homme d'État et une personnalité politique.

## Biographie
Vugar Iskenderov est né le 30 décembre 1972 à Chaki, en république d'Azerbaïdjan. Il est diplômé de l'Université agricole d'État d'Azerbaïdjan en 2014.
Il est membre des VIe et VIIe législatures de l'Assemblée nationale d'Azerbaïdjan.
Iskenderov est le chef du groupe de travail sur les relations interparlementaires entre l'Azerbaïdjan et l'Argentine et membre des groupes de travail sur les relations avec les parlements d'Allemagne, de la république tchèque, de la Géorgie, du Kazakhstan, de la Lituanie, de l'Ouzbékistan, de la Thaïlande, de la Turquie, de l'Ukraine et du Japon.

## Vie privée
Il est marié et a deux enfants.